# James Joseph Nickson
James Joseph Nickson (* 1915; † 24. November 1985 in Walpole, New Hampshire) war ein US-amerikanischer Radiologe.
Nickson studierte an der University of Washington (1936) Medizin und besuchte anschließend die Johns Hopkins University (1940). Während des Zweiten Weltkriegs war er einer der Mediziner des Manhattan-Projekts und Mitunterzeichner des Franck-Reports.
Nach dem Krieg arbeitete er am Sloan-Kettering-Institut an der Radiotherapie zur Krebsbekämpfung (1950–1965). Anschließend wurde er Leiter der Radiotherapie am Michael Reese Hospital in Chicago und Direktor des Krebszentrums der Medizinischen Abteilung der Universität von Tennessee.